# Dicentrarchus
Dicentrarchus is een geslacht van straalvinnige vissen uit de familie van de Moronidae, orde baarsachtigen (Perciformes).

## Soorten
- Dicentrarchus labrax (Linnaeus, 1758) – Europese zeebaars
- Dicentrarchus punctatus (Bloch, 1792) – Gevlekte zeebaars